# Jubelfest
En jubelfest (av jubileum) är ett högtidlighållande av en minnesdag för en stat, kyrka, universitet eller någon annan institution till åminnelse av en viktig händelse, vanligen vid ett jämnt hundratal år efter händelsen.
Bekanta sådana i Sverige är till exempel Jubelfesten 1693 till åminnelse av Uppsala möte 1593, och Jubelfesten i Uppsala 1877 till 400-årsminnet av Uppsala universitets grundande.